# Татшеншини
Татшеншини (тлингитск. Tʼachanshahéeni, южн. тутчонск. Shäwshe Chù) — река, протекающая в юго-западной части территории Юкон и в северо-западной Британской Колумбии. Имеет притоки О’Коннор, Бланчард и др. Берёт начало в Британской Колумбии неподалёку от трассы Хейнс, затем течёт через юго-восточную часть территории Юкон, поворачивает сначала на запад, потом на юг и возвращается в провинцию Британская Колумбия, где протекает по территории провинциального природного парка Татшеншини-Алсек, впадает в реку Алсек, которая, в свою очередь, несёт воды в Тихий океан, впадая в него на территории Аляски. Река чрезвычайно популярна среди любителей рафтинга. Длина 225,3 км (140 миль).

## Флора и фауна
Частью бассейна реки является территория провинциального природного парка Татшеншини-Алсек, отличающегося высоким видовым разнообразием. В самой реке доминирующей рыбой является лосось. В бассейне обитают гризли, лоси и дикобразы, доминантами фитоценозов являются ель канадская и сосна Жеффрея. На территории парка гнездится белоголовый орлан.

## История освоения
Река была жизненно важным торговым путём для аборигенных народов, в особенности для проживавших на побережье тлинкитов. Первыми европейцами[уточнить], описавшими реку (в 1890 году), были Джек Далтон и Эдвард Глэйв, поднявшиеся по реке в компании двух проводников-индейцев. Вплоть до 1891 года считалось, что нынешняя река Татшеншини является верхней частью реки Алсек (в то же время считалось, что нынешняя река Алсек является низовьями реки Каскавулш). Нынешний порядок рек и, соответственно, названия были установлены канадским правительством в 1891 году.
Около 1897 года Джек Далтон открыл торговый пост неподалёку от места поворота русла Татшеншини на запад. Расцвет поста пришёлся на годы Клондайкской золотой лихорадки. Сегодня пост является популярным местом среди рыбаков, промышляющих лососем, и является отправным пунктом сплавов по реке Татшеншини. Река Татшеншини была включена в список охраняемых рек Канады в 2004 году.

## Этимология
До 1891 года название Татшеншини не относилось к нынешней реке Татшеншини, а обозначало нынешнюю реку Бланчард, приток нынешней Татшеншини, впадающий в неё в 16 км выше по течению от поста Далтона. В 1891 году канадское правительство переименовало реки региона, в результате чего топонимическая карта обрела свой нынешний вид. По-видимому, правительство в тот момент не было осведомлено о значении слова «татшеншини».
Название Татшеншини заимствовано из тлингитского языка, и значение его в тот момент не сочли нужным выяснить с достаточной точностью. Полный перевод фразы t’áchán shahéeni, являющейся в тлингитском многокоренным существительным, звучит как «река, в верховьях которой находится смердящая чавыча» (t’á [чавыча] + chán [смердящий] + sha [верховья] + héen [река] + i [суффикс существительного]). Топоним имел в тлингитском глубокий географический смысл, относящийся к нынешней реке Бланчард: лосось во время нереста поднимается вверх по нынешней Татшеншини, затем поворачивает в Бланчард, поднимается к её верховьям и там, выметав икру, умирает, а останки его гниют в реке, издавая зловонный запах.